# Ndao (île)
Pour les articles homonymes, voir Ndao.
L’île de Ndao est une des terres les plus méridionales de l’archipel indonésien. Elle fait partie des Petites îles de la Sonde et est située à l'ouest de l'île de Rote, à 500 km des côtes australiennes et à 170 km des îles Ashmore et Cartier.
Administrativement, Ndao forme, avec Rote et les îles voisines, le kabupaten de Rote Ndao, après séparation de celui de Kupang dans la province des petites îles de la Sonde orientales.

## Tourisme
Ndao possède quelques spots de surf.